# Chiesa di San Martino a Vergaio
La chiesa di San Martino (detta anche chiesa vecchia per distinguerla da quella moderna) è una architettura religiosa della frazione di Vergaio nel comune di Prato. È documentata dal 1006, fu ricostruita nel Duecento e trasformata nel 1788-1790 e nel 1825 nelle attuali forme.
Sull'altar maggiore è una tela con l'Assunta con San Martino e il povero attribuibile a Simone Ferri da Poggibonsi, forse del 1590 circa, anche se è documentato nel 1593 un intervento, presumibilmente di modesta entità, del pratese Giovanni Galli. La tela fu danneggiata anche nel 1632, tanto che appare ripresa in più parti. Per necessità di maggiori spazi, su progetto di Guido Guasti è stata costruita la nuova parrocchiale (1997), con copertura paraboloide e zona basamentale rivestita in pietra. L'interno si arricchisce di vetrate (Fiamme, Via Crucis, San Martino).